# Mwamishali
Mwamishali è una circoscrizione rurale (rural ward) della Tanzania situata nel distretto di Meatu, regione del Simiyu. Conta una popolazione di 12 909 abitanti (censimento 2012).